# Arundinella suniana
Arundinella suniana är en gräsart som beskrevs av Sylvia Mabel Phillips och Shou Liang Chen. Arundinella suniana ingår i släktet Arundinella och familjen gräs. Inga underarter finns listade i Catalogue of Life.